# Per Åke Redbo
Per Åke Redbo, född 31 oktober 1924 i Garnisonsförsamlingen i Malmö, död 11 april 2008 i Markaryd, var en svensk målare.
Redbo studerade konst vid Skånska målarskolan och Essem-skolan i Malmö under 1960-talet. Hans konst består av figurstudier, landskap och djurmotiv.